# La Pedriza

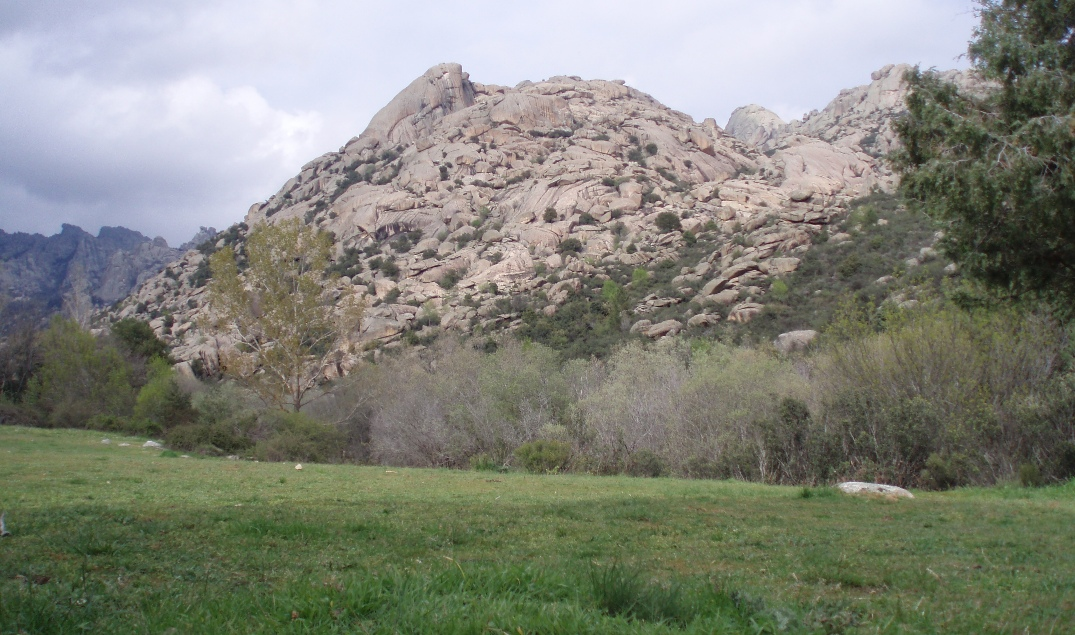
Uitzicht op La Pedriza.

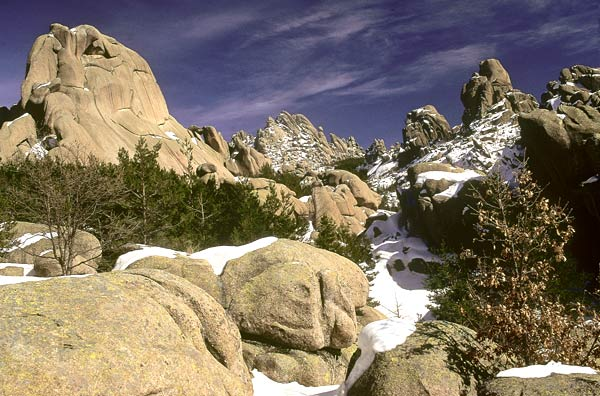
Winterse aanblik van La Pedriza's toppen.

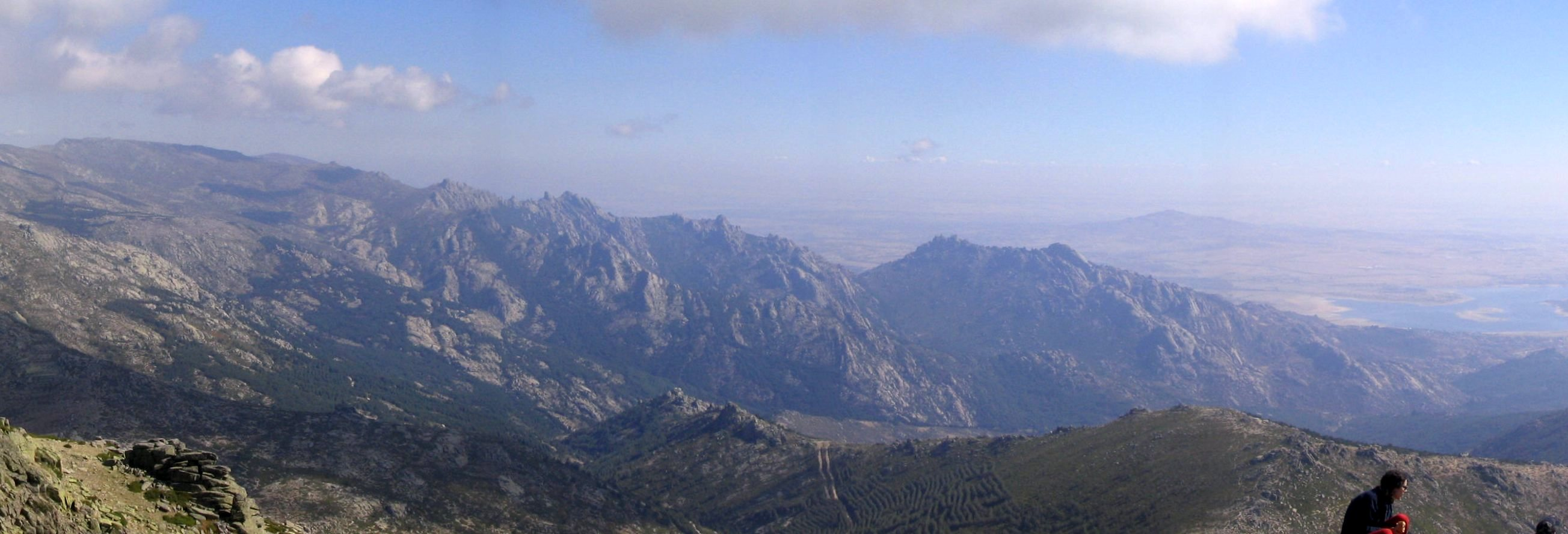
Schilderachtig uitzicht op La Pedriza.

La Pedriza is een gebied in Spanje op de zuidelijke flanken van de Sierra de Guadarrama, van grote geologische waarde en schilderachtig, waar veel sport wordt beoefend. Het gebied is te betreden vanaf Manzanares el Real, een gemeente ten noordwesten van de regio Madrid, (Spanje). Het behoort tot de grootste granieten bergketens van Europa en er zijn vele toppen, rotswanden, stromen en weiden te vinden.
Geologische krachten hebben geresulteerd in een grote reeks eigenaardige en bezienswaardige rotsformaties. Er zijn bijna duizend rotsklimroutes in alle mogelijke moeilijkheidsgraden. Wandelen is populair in La Pedriza, vooral in het weekend.
De 32 km² van La Pedriza liggen in het regionale park van het stroomgebied van de rivier Manzanares, het grootste park in de regio Madrid. Dit gebied kent veel mediterrane begroeiing, zoals het zonneroosje, en verschillende soorten alpine begroeiing, zoals de fabaceae. De fauna is rijk aan roofvogels en reptielen.